# Dentalium mannarense
Dentalium mannarense är en blötdjursart som beskrevs av Winckworth 1927. Dentalium mannarense ingår i släktet Dentalium och familjen Dentaliidae. Inga underarter finns listade i Catalogue of Life.